# Neapelj
Neapelj (italijansko Napoli, neapeljsko Napule) je regionalna prestolnica Kampanije in tretje največje mesto v Italiji, za Rimom in Milanom, z 909.048 prebivalci v mejah mestne uprav3 od leta 2022. Njena občina na ravni pokrajine je tretje najbolj naseljeno metropolitansko mesto v Italiji s 3.115.320 prebivalci, njeno metropolitansko območje pa se razteza čez meje mestnega obzidja približno 30 kilometrov. Neapelj igra tudi ključno mednarodno vlogo v mednarodni diplomaciji, saj je dom Natovega združenega poveljstva zavezniških sil Neapelj in Parlamentarne skupščine za Sredozemlje.
Neapelj, ki so ga ustanovili Grki v prvem tisočletju pred našim štetjem, je eno najstarejših stalno naseljenih mestnih območij na svetu. V 8. stoletju pred našim štetjem je bila na hribu Pizzofalcone ustanovljena kolonija, znana kot Partenope (starogrško Παρθενόπη). V 6. stoletju pred našim štetjem so ga preimenovali v Neápolis. Mesto je bilo pomemben del Magna Graecia, imelo je pomembno vlogo pri združitvi grške in rimske družbe ter je bilo pomembno kulturno središče pod Rimljani.
Neapelj je služil kot prestolnica Neapeljske vojvodine (661–1139), nato kot prestolnica Neapeljskega kraljestva (1282–1816) in končno kot prestolnica Kraljevine dveh Sicilij — do združitve Italije leta 1861. Neapelj velja tudi za prestolnico baroka, začenši s kariero umetnika Caravaggia v 17. stoletju in umetniško revolucijo, ki jo je navdihnil. Bilo je tudi pomembno središče humanizma in razsvetljenstva. Mesto je že dolgo svetovna referenčna točka za klasično glasbo in opero prek neapeljske šole. Med letoma 1925 in 1936 je Neapelj razširil in nadgradil fašistični režim. V poznejših letih druge svetovne vojne je utrpel resno škodo zaradi zavezniškega bombardiranja, ko so vdrli na polotok. Mesto je po vojni doživelo obsežna obnovitvena dela.
Od poznega 20. stoletja je Neapelj dosegel znatno gospodarsko rast, k čemur je prispevala izgradnja poslovnega okrožja Centro Direzionale in napredno prometno omrežje, ki vključuje železniško povezavo za visoke hitrosti Alta Velocità z Rimom in Salernom ter razširjeno mrežo podzemne železnice. Neapelj je tretje največje mestno gospodarstvo v Italiji po BDP, za Milanom in Rimom. Neapeljsko pristanišče je eno najpomembnejših v Evropi.
Zgodovinsko mestno jedro Neaplja (okrožje Villa Manzo, Santa Maria della Consolazione; Marechiaro; okrožje Casale; okrožje Santo Strato in Villa Emma) je bilo uvrščeno na Unescov seznam svetovne dediščine. V bližini najdete številne kulturno in zgodovinsko pomembne znamenitosti, vključno s palačo Caserta ter rimskimi ruševinami Pompejev in Herkulaneja. Neapelj je nedvomno eno izmed svetovnih mest z največjo gostoto kulturnih, umetniških in spomeniških virov, BBC pa ga je opisal kot »italijansko mesto s preveč zgodovine, da bi ga lahko obvladali«.

## Zgodovina

### Grki in Rimljani
Mesto je naseljeno že od neolitika. Že v 2. tisočletju pr. n. št. so Grki na območju Neaplja postavili prve naselbine. V 9. stoletju pr. n. št. so Grki z Rodosa na današnjem polotoku, kjer stoji trdnjava Castel Nuovo, zgradili majhno trgovsko pristanišče Parthenope. V 6. stoletju pr. n. št. so na ravnini ob otoku ustanovili novo mesto Neapolis, ki je postalo eno izmed glavnih mest Magne Graecie. Mesto je postalo zavetnik Rimske republike proti Kartagini. Med samnitskimi vojnami so Neapolis zavzeli Samniti, vendar so ga Rimljani hitro prevzeli in ga spremenili v kolonijo. V času rimske dobe so prebivalci Neaplja obdržali grški jezik in navade, mesto pa so krasile rimske vile, akvadukti in terme. Tam se je izobraževal tudi rimski pesnik Vergilij. V tem obdobju se je v mestu prvič pojavilo krščanstvo, pravijo, da sta tu oznanjevala tudi sveti Peter in sveti Pavel.

### Neapeljsko vojvodstvo
Po zatonu Zahodnega rimskega cesarstva so Neapelj zavzeli Ostrogoti, germansko ljudstvo, in ga vključili v Ostrogotsko kraljestvo. Vendar pa je Belizar iz Bizantinskega cesarstva leta 536 ponovno zavzel Neapelj, potem ko je vstopil v mesto po akvaduktu.
Leta 543, med gotskimi vojnami, je Totila za kratek čas zavzel mesto za Ostrogote, vendar so Bizantinci prevzeli nadzor nad območjem po bitki pri Mons Laktariju na pobočju Vezuva. Pričakovali so, da bo Neapelj ohranil stik z Ravenskim eksarhatom, ki je bil središče bizantinske moči na italijanskem polotoku.
Po padcu eksarhata je nastala Neapeljska vojvodina. Čeprav je neapeljska grško-rimska kultura zdržala, je sčasoma prešla iz Konstantinopla v Rim pod vojvodo Štefanom II. Neapeljskim, ki ga je leta 763 postavila pod papeško oblast.
V letih med 818 in 832 so bili odnosi z bizantinskim cesarjem burni, številni lokalni pretendenti so se prepirali za posest vojvodskega prestola. Teoktist je bil imenovan brez cesarske odobritve; njegovo imenovanje je bilo pozneje preklicano in njegovo mesto je prevzel Teodor II. Vendar ga je nezadovoljno prebivalstvo pregnalo iz mesta in namesto njega izvolilo Štefana III., človeka, ki je koval kovance s svojimi začetnicami in ne z začetnicami bizantinskega cesarja. Neapelj je pridobil popolno neodvisnost do zgodnjega 9. stoletja. Neapelj se je leta 836 povezal z muslimanskimi Saraceni in jih prosil za podporo, da bi odbil obleganje langobardskih čet, ki so prihajale iz sosednje vojvodine Benevento. Vendar pa je v 850. letih muslimanski general Mohamed I. Abu 'l-Abas oplenil Miseno, vendar le za namene khuma (islamski plen), ne da bi osvojil ozemlja Kampanije.
Vojvodstvo je bilo kratek čas pod neposrednim nadzorom Langobardov, potem ko je Pandulf IV. zavzel kneževino Capua, dolgoletnega tekmeca Neaplja; vendar je ta režim trajal le tri leta, preden so bili vojvode pod grško-rimskim vplivom ponovno vzpostavljeni. Do 11. stoletja je Neapelj začel zaposlovati normanske plačance za boj proti svojim tekmecem; Vojvoda Sergij IV. je najel Rainulfa Drengota, da je namesto njega vodil vojno proti Capui.
Do leta 1137 so Normani dosegli velik vpliv v Italiji in nadzorovali prej neodvisne kneževine in vojvodine, kot so Capua, Benevento, Salerno, Amalfi, Sorrento in Gaeta; tega leta je Neapelj, zadnja neodvisna vojvodina na južnem delu polotoka, prišel pod normansko oblast. Zadnji vladajoči vojvoda, Sergij VII., se je bil prisiljen predati Rogeriju II. Sicilskem, ki ga je protipapež Anaklet II. sedem let prej razglasil za kralja Sicilije. Neapelj se je tako pridružil kraljestvu Sicilije s Palermom kot glavnim mestom.

### Neapeljsko kraljestvo
Glavno mesto kraljestva je bil Neapelj. Do trinajstega stoletja je bilo sestavni del Kraljevine dveh Sicilij. Leta 1302 so Kraljevino Sicilijo uradno razdelili na dva dela: Neapeljsko kraljestvo, ki je pripadalo Anžujcem, in Sicilijo, ki je pripadala Aragoncem. V 15. stoletju je Neapelj prišel pod francosko oblast. Karel VIII. Francoski, dedič neapeljskih anžujcev, je vdrl na italijanska tla in tako začel italijanske vojne, ki so nadaljnjih 65 let pustošile Italijo. Leta 1503 je Neapeljsko kraljestvo prišlo pod Špance. Po končani španski nasledstveni vojni (1701-1704) je Neapeljsko kraljestvo pripadalo avstrijski veji Habsburžanov.

### Od združitve Italije do danes
Leta 1861 je Neapelj postal del Kraljevine Italije. Zaradi slabega gospodarstva se je iz Neaplja izselilo več kot 4 milijone prebivalcev. V štiridesetih letih po združitvi Italije je prebivalstvo narastlo le za 26%, vendar je bilo Neapelj še vedno največje italijansko mesto. Leta 1884 je zaradi slabe kanalizacije izbruhnila epidemija kolere. Med drugo svetovno vojno je bilo to največkrat napadeno italijansko mesto in prvo, ki se je uprlo proti nemški okupaciji. Mesto je bilo osvobojeno 1. oktobra 1943, ko so prišle ameriške in britanske sile. Obnovitev bazilike svete Klare je simbol ponovnega rojstva Neaplja. Med letoma 1950 in 1984 je italijanska vlada v pomoč neapeljskemu gospodarstvu ustanovila razvojni sklad Cassa per il Mezzogiorno. Vendar je v Neaplju še vedno visok nivo brezposelnosti. Ta problem naj bi leta 2007 rešil Silvio Berlusconi, vendar se je z recesijo problem brezposelnosti še poslabšal.
- Karta predrimskega Neapolisa
- Bitka pri Mons Lactariusu na gori Vezuv, Alexander Zick
- Castel Nuovo, tudi Maschio Angioino, sedež srednjeveških kraljev Neaplja, Aragona in Španije
- Vstop Garibaldija v Neapelj 7. septembra 1860

## Geografija
Mesto leži v Neapeljskem zalivu, na zahodni obali južne Italije; dviga se od morske gladine do nadmorske višine 450 metrov. Majhne reke, ki so prej prečkale središče mesta, so bile od takrat pokrite. Leži med dvema pomembnima vulkanskima regijama, Vezuvom in Flegrejskimi polji (Campi Flegrei). Do otokov Procida, Capri in Ischia se lahko iz Neaplja pripelje s hidrogliserji in trajekti. Sorrento in Amalfijska obala sta južno od mesta, v bližini pa so vidne tudi rimske ruševine Pompejev, Herkulaneja, Oplontisa in Stabiae, ki so bile uničene v izbruhu Vezuva leta 79 našega štetja. Pristaniški mesti Pozzuoli in Baia, ki sta bili del rimskega pomorskega objekta Portus Julius, sta zahodno od mesta.

### Administrativna delitev
Neapelj je razdeljen na trideset četrti (quartieri). Za administrativne namene je teh trideset četrti združenih v deset skupnostnih odborov.
|  | 1. Pianura 2. Bagnoli 3. Posillipo 4. Fuorigrotta 5. Soccavo 6. Chiaiano 7. Arenella 8. Vomero 9. Chiaia 10. San Ferdinando |  | 1. Montecalvario 2. San Giuseppe 3. Avvocata 4. Porto 5. Pendino 6. San Lorenzo 7. Mercato 8. Vicaria 9. Stella 10. San Carlo all'Arena |  | 1. Piscinola-Marianella 2. Scampìa 3. Miano 4. Secondigliano 5. San Pietro a Patierno 6. Poggioreale 7. Zona Industriale 8. San Giovanni a Teduccio 9. Barra 10. Ponticelli |  |  |

## Arhitektura

### Unescova svetovna dediščina
V Neaplju najdemo veliko zgodovinskih stavb in znamenitosti, vključno s srednjeveškimi gradovi in široko paleto pomembnih kulturnih in zgodovinskih najdišč v okolici. Med nje spadajo kraljeva palača v Caserti, Pompeji in Herkulanej. V Neaplju je najbolj ohranjena arhitektura v srednjeveškem, renesančnem in baročnem slogu. Ima kar 448 zgodovinskih cerkva, zaradi česar je eno najbolj katoliških mest na svetu glede na število verskih objektov. Leta 1995 je bilo zgodovinsko mestno jedro Neaplja uvrščeno na seznam Unescove svetovne dediščine, programa Združenih narodov, katerega cilj je katalogizirati in ohraniti znamenitosti izjemnega kulturnega ali naravnega pomena za skupno dediščino človeštva.
Neapelj je eno najstarejših mest v Evropi, katerega sodobna urbana struktura ohranja elemente svoje dolge in bogate zgodovine. Pravokotna mrežasta postavitev starodavnega grškega temelja Neapolisa je še vedno vidna in je dejansko še naprej zagotavljala osnovno obliko za današnje urbano tkivo zgodovinskega središča Neaplja, enega najpomembnejših sredozemskih pristaniških mest. Od srednjega veka do 18. stoletja je bil Neapelj osrednja točka v smislu umetnosti in arhitekture, ki se je izražala v svojih starodavnih utrdbah, kraljevih ansamblih, kot je Kraljeva palača iz leta 1600, ter palačah in cerkvah, ki so jih sponzorirale plemiške družine.— UNESCO's Criterion

### Trgi, palače in gradovi
Glavni mestni trg je trg Piazza del Plebiscito, ki ga je dokončal Ferdinand I. Dveh Sicilij. Na vzhodnem delu trga je neapeljska kraljeva palača, na zahodu pa cerkev sv. Frančiška Paolskega. Na obeh straneh se razteza tudi stebrišče. V bližini trga stoji Gledališče San Carlo, ki je najstarejša operna hiša v Italiji.
Neapelj je zelo poznan po svojih gradovih, najstarejši med njimi je Castel dell'Ovo. Castel Nuovo je ena izmed glavnih neapeljskih znamenitosti, v njem je na primer leta 1294 papež Celestin V. odstopil, nasledil pa ga je papež Bonifacij VIII.. Castel Capuano je bil zgrajen v 12. stoletju, skozi zgodovino je v njem živelo veliko kraljev in kraljic, v 16. stoletju pa so v njem ustanovili prizivno sodišče. Castel Sant'Elmo, ki je bil dokončana leta 1329 in je zgrajen v obliki zvezde. Zaradi strateškega položaja, ki gleda na celotno mesto, je bil tarča različnih zavojevalcev.
Neapelj je poznan po svojih zgodovinskih muzejih. Nacionalni arheološki muzej Neaplja je pomemben arheološki muzej, zlasti zaradi najdb iz rimskega obdobja. Zelo pomembne so tudi najdbe iz bližnjih Pompejev, Stabij in Herkulaneja, pa tudi najdbe iz grškega in renesančnega obdobja. Narodni muzej Capodimonte razstavlja slike od 13. – 18. stoletja, med njimi najdemo pomembna dela slikarjev kot so Simone Martini, Rafael, Caravaggio, El Greco in Luca Giordano. Nasproti kraljeve palače stoji Galerija Umberto I., v kateri je Muzej koral. V muzeju MADRE lahko najdemo dela avtorjev, kot so Francesco Clemente, Richard Serra in Rebecca Horn.

### Cerkve
Neapelj je sedež neapeljske nadškofije; v mestu je na stotine cerkva. Neapeljska stolnica je glavno mesto bogoslužja v mestu; vsako leto 19. septembra gosti dolgoletni čudež svetega Januarija, zavetnika mesta. Med čudežem, ki se mu je zgrinjalo pričakovati na tisoče Neapeljčanov, naj bi se posušena Januarijeva kri spremenila v tekočo, ko jo približajo svetim relikvijam, ki naj bi bile del njegovega telesa. Spodaj je selektivni seznam glavnih neapeljskih cerkva, kapel in samostanskih kompleksov:
- kartuzija San Martino
- Neapeljska stolnica
- Sv. Frančišek Paolski
- Gesù Nuovo
- Girolamini
- San Domenico Maggiore
- Santa Chiara
- San Paolo Maggiore
- Santa Maria della Sanità
- Santa Maria del Carmine
- Sant'Agostino alla Zecca
- Madre del Buon Consiglio
- Santa Maria Donna Regina Nuova
- San Lorenzo Maggiore
- Santa Maria Donna Regina Vecchia
- Santa Caterina a Formiello
- Santissima Annunziata Maggiore
- San Gregorio Armeno
- San Giovanni a Carbonara
- Santa Maria La Nova
- Sant'Anna dei Lombardi
- Sant'Eligio Maggiore
- Santa Restituta
- Cappella Sansevero
- San Pietro a Maiella
- San Gennaro extra Moenia
- San Ferdinando
- Pio Monte della Misericordia
- Santa Maria di Montesanto
- Chiesa di Sant'Antonio Abate
- Santa Caterina a Chiaia
- San Pietro Martire
- Hermitage of Camaldoli
- Nadškofijska palača

## Gospodarstvo
Neapelj je znotraj svojih administrativnih meja četrto največje italijansko gospodarstvo za Milanom, Rimom in Torinom in je 103. največje mestno gospodarstvo na svetu po kupni moči, z ocenjenim BDP v letu 2011 v višini 83,6 milijard USD, kar ustreza 28.749 USD na prebivalca. Neapelj je velik tovorni terminal, pristanišče Neapelj pa je eno največjih in najbolj obremenjenih v Sredozemlju. Mesto je po drugi svetovni vojni doživelo znatno gospodarsko rast, vendar brezposelnost ostaja velik problem, za mesto pa je značilna visoka stopnja politične korupcije in organiziranega kriminala.
Neapelj je glavna nacionalna in mednarodna turistična destinacija, eno najboljših italijanskih in evropskih turističnih mest. Turisti so Neapelj začeli obiskovati v 18. stoletju med Grand Tourom.
V zadnjih desetletjih je v pokrajini Neapelj prišlo do odmika od tradicionalnega, na kmetijstvu temelječega gospodarstva, k gospodarstvu, ki temelji na storitvenih dejavnostih. Storitveni sektor zaposluje večino Neapeljčanov, čeprav je več kot polovica teh malih podjetij z manj kot 20 delavci; okoli 70 podjetij naj bi bilo srednje velikih z več kot 200 delavci, okoli 15 pa jih ima več kot 500 delavcev.

### Turizem
Neapelj je s Firencami, Rimom, Benetkami in Milanom ena glavnih italijanskih turističnih destinacij. S 3.700.000 obiskovalci v letu 2018 je mesto popolnoma izstopilo iz močne turistične depresije preteklih desetletij (predvsem zaradi enostranske destinacije industrijskega mesta, pa tudi zaradi škode mestni podobi, ki so jo povzročili italijanski mediji, zaradi potresa v Irpiniji leta 1980 in krize z odpadki, v korist obalnih središč njegovega metropolitanskega območja). Da bi ustrezno ocenili pojav, pa je treba upoštevati, da velik del turistov obišče Neapelj tako, da se nastanijo v številnih krajih v njegovi okolici, ki so z mestom povezani z zasebnimi in javnimi neposrednimi linijami. Dnevne obiske Neaplja izvajajo različni rimski organizatorji potovanj in vsa glavna turistična središča Kampanije: od leta 2019 je Neapelj deseta najbolj obiskana občina v Italiji in prva na jugu.
Sektor nenehno raste in obeta, da bi v razmeroma kratkem času ponovno dosegli umetniška mesta njegove ravni; turizem prevzema vse bolj odločilno težo za mestno gospodarstvo, zato je, natanko kot se je zgodilo na primer v primeru Benetk ali Firenc, zdaj veliko tveganje gentrifikacije zgodovinskega središča.

## Kuhinja
Neapelj je po svetu znan po svoji kuhinji in vinu, združuje kulinariko različnih kultur, ki so včasih živele na tem področju, vključno z Grki, Francozi in Španci.
Neapelj velja za rojstno mesto pice, sprva je to bila jed za revne, s Ferdinandom I. Dveh Sicilij pa je postala popularna tudi med višjim slojem. Pico margerito so poimenovali po kraljici Margareti Savojski, ki je leta 1889 obiskala Neapelj. Zaželela si je skromne jedi revnejšega sloja, zato so ji pripravili pico, ki je bila v nacionalnih barvah, z rdečimi paradižniki, belo mocarelo in zelenimi listi bazilike.
Mesto je poznano tudi po sladicah, kot so sfogliatelle (sladica iz listnatega testa, napolnjena z rikoto in sadjem), strufolli (majhne ocvrte kroglice testa, prepojene z gostim medenim prelivom) in pastiera (rahla pita z rikoto).
Z mestom so povezani tudi špageti, ki se običajno jedo s školjkami vongole ali lupini di mare. Priljubljen neapeljski folklorni simbol je komična figura Pulcinella, ki jé krožnik špagetov. Druge jedi, priljubljene v Neaplju, so Parmigiana di melanzane, špageti alle vongole in casatiello. Kot obalno mesto je Neapelj poleg tega znan po številnih morskih jedeh, vključno z impepata di cozze (poprane školjke), purpetiello affogato (hobotnica, poširana v juhi), alici marinate (marinirani sardoni), baccalà alla napoletana (slana trska) in baccalà fritto (ocvrta trska), jed, ki se običajno uživa v božičnem času.